# Ditrichum roivanenii
Ditrichum roivanenii är en bladmossart som beskrevs av Edwin Bunting Bartram och Heikki Roivainen i Annales Botanici Societatis Zoologicæ-Botanicæ Fennicæ “Vanamo” 1937. Ditrichum roivanenii ingår i släktet grusmossor och familjen Ditrichaceae. Inga underarter finns listade i Catalogue of Life.